# Juan Adrián
Juan Adrián är en ort i Dominikanska republiken.   Den ligger i provinsen Monseñor Nouel, i den centrala delen av landet, 50 km nordväst om huvudstaden Santo Domingo. Juan Adrián ligger 356 meter över havet och antalet invånare är 1 371.
Terrängen runt Juan Adrián är lite bergig. Runt Juan Adrián är det tätbefolkat, med 530 invånare per kvadratkilometer. Närmaste större samhälle är Piedra Blanca, 9,2 km norr om Juan Adrián. I omgivningarna runt Juan Adrián växer i huvudsak städsegrön lövskog.